# Wolfgang Niessner
Wolfgang Niessner (* 13. Januar 1953 in Salzburg) ist ein österreichischer Komponist und Musikpädagoge.

## Leben
Wolfgang Niessner absolvierte bereits während seiner Gymnasialjahre am Werkschulheim Felbertal private Musikstudien in Klavier, Theorie und Komposition bei László Pogány und Andor Losonczy.
Danach studierte er an der Universität Salzburg Kunstgeschichte und Musikwissenschaft, an der Universität für Musik und darstellende Kunst Wien Dirigieren bei Otmar Suitner sowie an der Universität Mozarteum Salzburg Chorleitung bei Kurt Prestel, Dirigieren bei Nikolaus Harnoncourt und Komposition bei Cesar Bresgen. Des Weiteren belegte er Kurse bei Bogusław Schaeffer, Irmfried Radauer und Friedrich Cerha.
Niessner ist seit 1984 Lehrbeauftragter u. a. für Oper, Korrepetition, Improvisation und Partiturspiel an der Universität Mozarteum Salzburg. In den Jahren von 1995 bis 2000 war er Präsident der IG Komponisten – IGNM Salzburg.

„Wichtig für meine Arbeit ist der Kontrast von deutlicher Klanggestik zu organisierter Struktur. Das führt einerseits zur Ausbildung rein graphischer Strukturen, vor allem in meinen jüngsten Vokalwerken über eigene Texte, andererseits zu immer stärker werdender Verdichtung der Strukturen in der Instrumentalmusik.“

Nach einer Gastprofessur im Jahr 1999 in Portugal wirkt er weiter als Pianist und Dirigent Neuer Musik.

## Werke (Auswahl)

### Ensemblemusik
- Sechs Miniaturen für Streichquartett – für zwei Violinen, Viola und Violoncello, op. 3 (1974)[3]
- Fresko – für Streichquartett mit 2 Violinen, Viola und Violoncello, op. 4 (1975)[3]
- Intérieur I – für 7 Instrumente, Flöte, Klarinette, Tenorsaxophon, Posaune, Klavier, Violine und Violoncello, op. 8 (1983)[3]
- Linienkreise – Figuren – für 3 Holzbläser, op. 9 (1985)[3]
- Sturz und Stille – für Violine, hohen Sopran und Percussion nach Texten von Georg Trakl, op. 10 (1989)[3]
- Shadows reflected – Quartett für Posaune, Klavier, Violine und Violoncello, op. 13 (1990)[3]
- Screen Lovers – für 2 Stimmen und 3 Percussionisten, op. 17 (1991)[3]
- Fluid Transition – für 4 mal 4 Instrumente, op. 16 (1991)[3]
- Época – für 6 Schlagzeuger, op. 15 (1991)[3]
- Blue Poles – für 5 Instrumente nach dem gleichnamigen Bild von Jackson Pollock, op. 18 (1992)[3]
- Gleitflug – für Oboenquartett, op. 22 (1993)[3]
- Nachmittage – für Blechbläserquintett, op. 31 (1994)[3]
- Mi riconosco immagine passeggera – für 12 Instrumente, op. 33 (1996)[3]

### Solomusik
- Variationen für Klavier – op. 1a (1973/1974)[3]
- Vorfrühling – Fünf Gesänge nach August Stramm, op. 2 (1974–1979/1983)[3]
- Canto – für Fagottsolo, op. 6 (1976)[3]
- Rip van Winkle – Hörspielmusik, Solo für Klavier nach Texten von Max Frisch (1986)[3]
- Intérieur III: Bells – für Klavier solo, op. 11 (1990)[3]
- Intérieur IV – Solo für Violoncello, op. 14 (1990)[3]
- Sternschreie – für Violine solo, op. 21 (1993/1994)[3]
- Flugschau – Solo für Violine und Tonbandzuspielung, op. 24 (1993)[3]
- In Mundhöhe – Zyklus nach Paul Celan für Sopran und Klavier, op. 26 (1993/1994)[3]
- Marimbells – Solo für Marimba, op. 28 (1993/1994)[3]
- Dickicht – Sprachskulptur über den Krieg für Trompete, 3 Männer- und 5 Frauenstimmen, op. 29 (1993/1994)[3]
- Faróis Distantes – Zyklus nach Fernando Pessoa für Baßbariton und Klavier, op. 27 (1993/1994)[3]
- Carillion – Sieben Stücke nach Glockenspektren für Klavier solo, op. 34 (1997)[3]
- fortebraccio – Solo für Viola, op. 46 (2007)[3]
- abysse – Solo für Percussion, op. 43 (2008)[3]

### Bühnenmusik
- Il Giustino (1683) – Oper nach Nicolò Beregan (Giovanni Legrenzi), Harmonisierung, Orchestrierung und Einrichtung nach den Quellen für barockes oder modernes Orchester (1976–1979)[3]
- Das kurze Leben der Schneewolken – Schauspielmusik nach Texten von Wolfgang Bauer (1985)[3]
- Der Verschwender – Bühnenmusik zum gleichnamigen Schauspiel von Ferdinand Raimund (Conradin Kreutzer), Neueinrichtung nach den Quellen für großes Orchester (1986)[3]
- Was ihr wollt – Theatermusik nach Texten von William Shakespeare (1986)[3]
- Prometheus – Der aufrechte Gang – Musiktheater in 16 Szenen nach Aischylos und Christian Martin Fuchs, op. 20 (1990–1992)[3]

### Vokalmusik
- Nachtlinien – für 16 Stimmen, op. 7 (1983)[3]
- Registerschnackerl – Minidramen nach eigenen Texten für einen oder mehrere Sänger/Sprecher, op. 30 (1990)[3]
- Un'altra notte – Vokalsextett für 6 Frauenstimmen und 6 Violinen nach Texten von Giuseppe Ungaretti, op. 19 (1990–1992)[3]
- Fiesta – Epilog zu Orpheus für 8 Frauenstimmen, op. 23 (1992–1993)[3]
- Solfège für Sänger – Lehrbuch der Solmisation als Kurs für die Intonation Neuer Musik in 3 Stufen, op. 25 (1994)[3]
- Phantasma vom Winde – für Kammerchor, op. 39 (2000)[3]